# Toncho Pilatos: en vivo en el Salón Chicago
Toncho Pilatos: En Vivo en el Salón Chicago, es un disco en vivo del grupo mexicano Toncho Pilatos lanzado en 1975, el cual se grabó en el Salón & Bar Chicago en Guadalajara.

## Lista de canciones
1. Tommy Liz
2. Let Her Be
3. Do what ever you want it's all right
4. Sweet Montserrat
5. Nada me gusta
6. Frío interior
7. KukulKán
8. Segunda Vez

## Miembros
- Alfonso Toncho Guerrero: Voz, armónica y guitarra
- Rigoberto Rigo Guerrero: Guitarra
- Miguel el Pastel Robledo: Bajo
- Raul el Gúero Briceño : Batería
- Richard Nassau: Viola

- Datos: Q6148753